# Lijst van bisschoppen van Vác

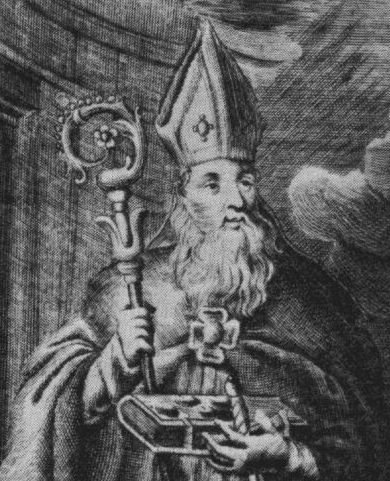
Heilige Bystrík (1008)

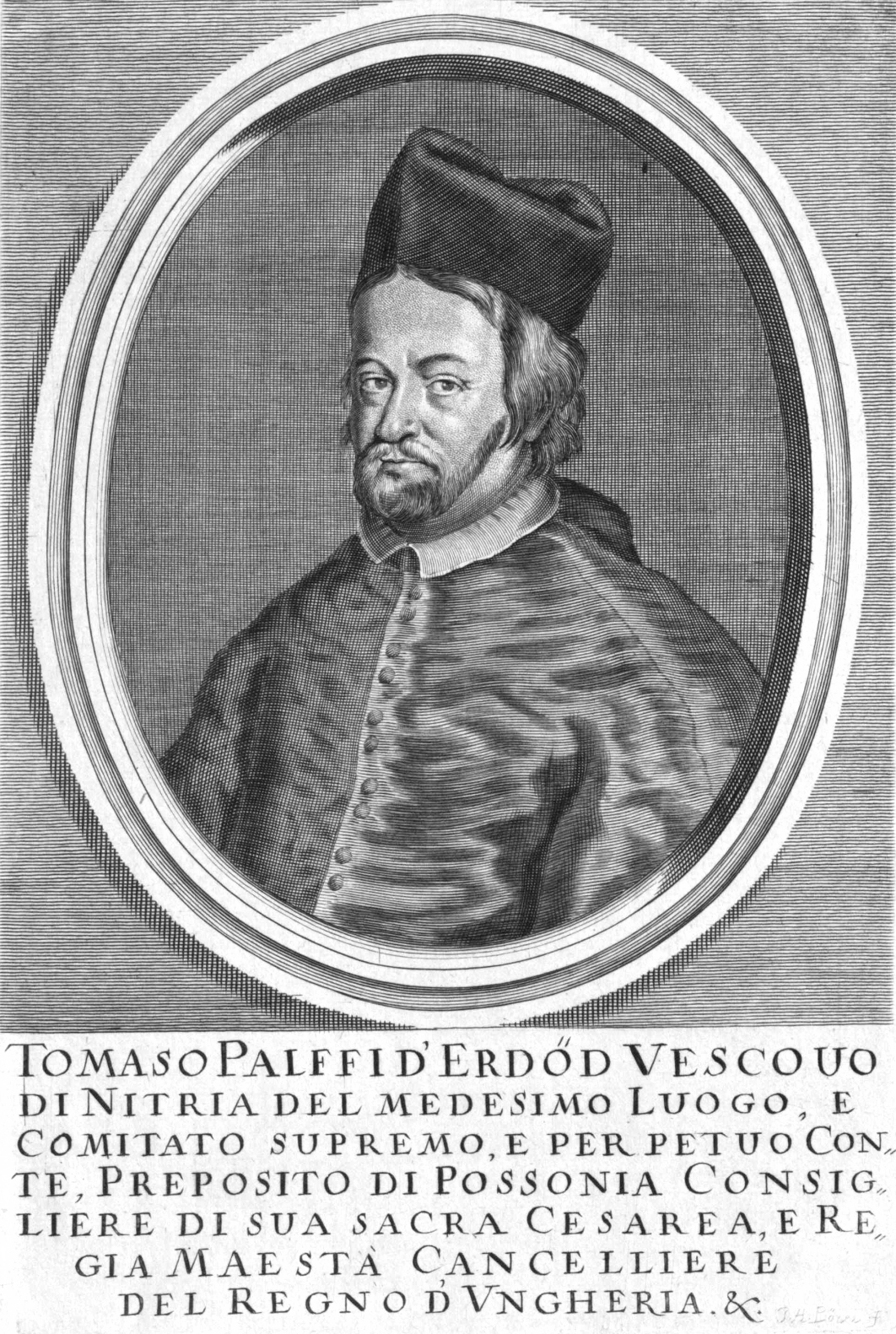
Tamás Pálffy (1658–1660)

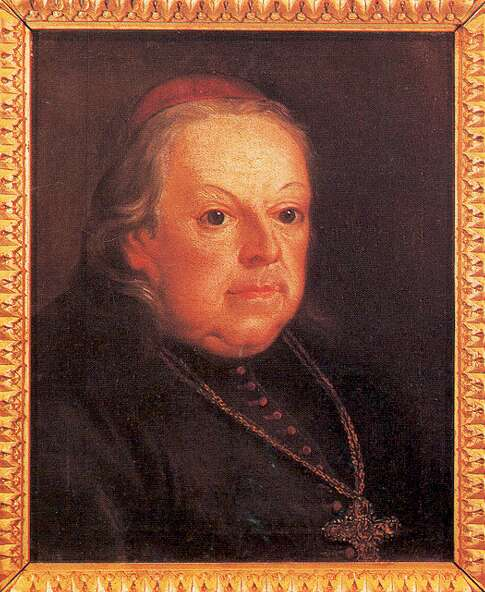
Karl Esterházy (1760–1762)

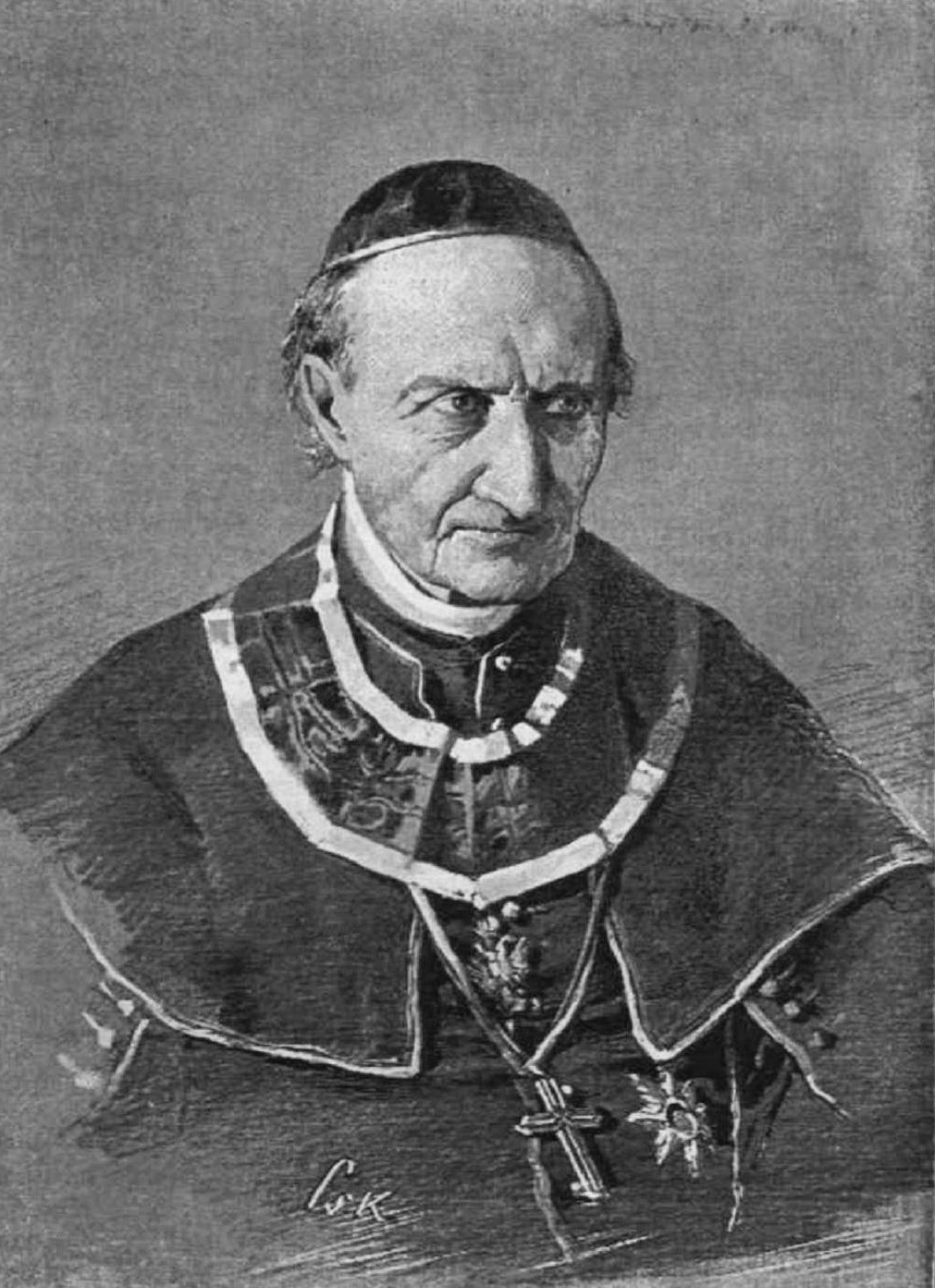
Ágoston Roskoványi (1851–1859)

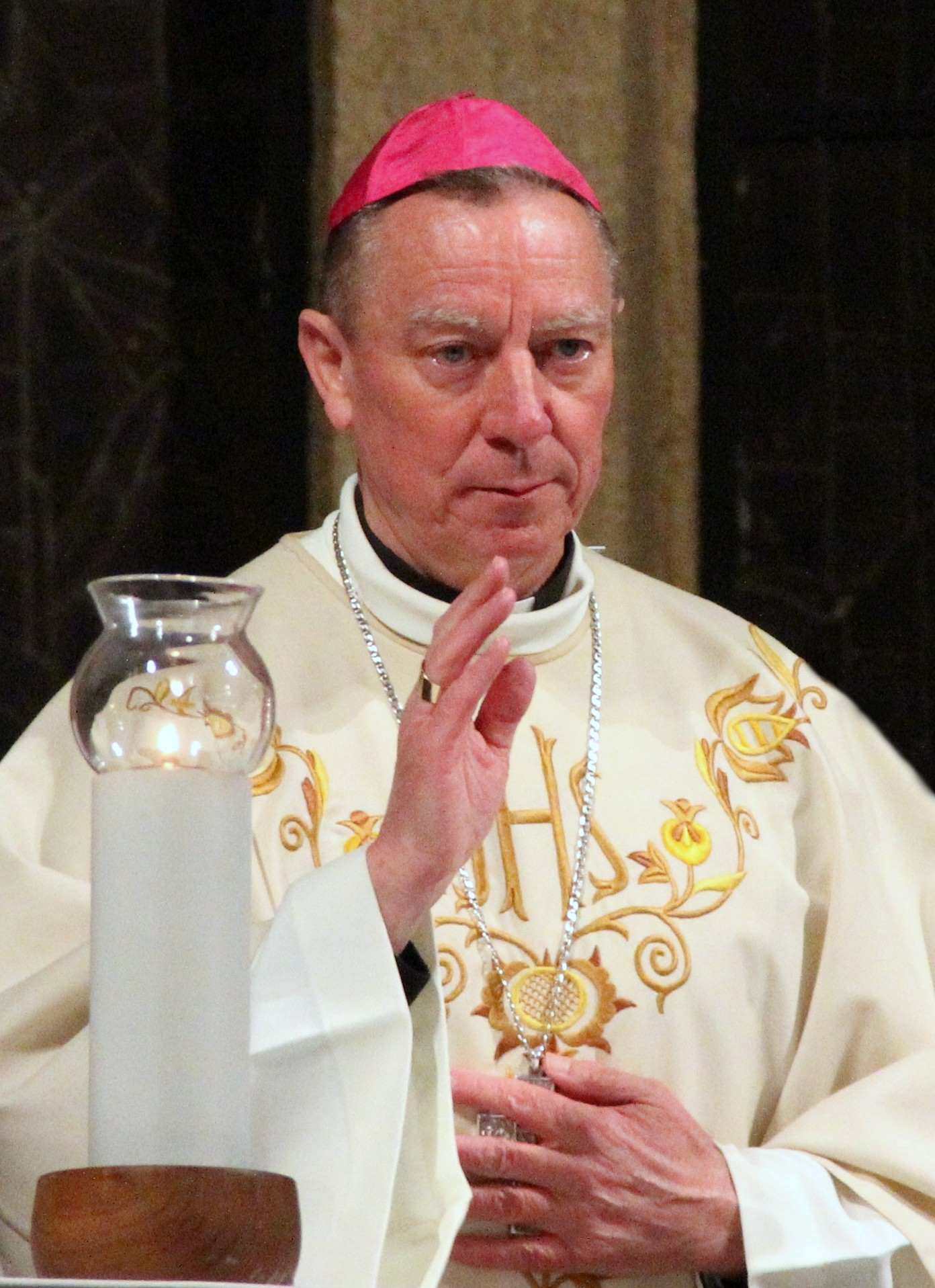
Miklos Beer (2003-heden)

Hieronder volgt een lijst van bisschoppen van Vác.
Het Hongaarse bisdom Vác werd gesticht in 1008.
- 1008 Heilige Bystrík (ook  Benedictus Benetha, Beszteréd, of Bőd)
- circa 1055 Kelemen
- circa 1075 Aron
- 1077–1095 Heilige Laszlo
- 1103–1119 Marcello
- 1119–1139 Marcellino
- 1140–1151 Otto
- 1156–1157 Hippolyt
- 1158–1169 Dedács
- 1170–1183 Jób
- 1188–1213 Boleszló
- 1213–1221 Jakob
- 1221–1237 Bereck
- 1237–1240 Mátyás
- 1241–1243 István Bancsa
- 1243–1259 Jeromos
- 1259–1262 Mátyás
- 1262–1278 Fülöp
- 1278–1289 Tamás
- 1289–1293 László Aba
- 1294–1311 Lukács Aba  
  - 1313–1317 Benedictus (administrator)
- 1317–1329 Lőrinc
- 1329–1342 Rudolf
- 1342–1362 Mihály Széchényi
- 1363–1375 János de Surdis
- 1375–1400 Péter
- 1401–1405 Miklós  
  - Nikolas van Salgo ?
- 1407–1419 Fülöp
- 1419–1430 Miklós Ilsvai  
  - 1430 Johann von Bucka
- 1437–1440 Mátyás Gathali
- 1440–1450 Péter Agmándi
- 1450–1473 Vince Szilassi
- 1475–1506 Miklós Báthory
- 1507–1510 János Gosztony
- 1510–1513 Ferenc Várady
- 1514–1520 László Szalkai (ook aartsbisschop van Esztergom)
- 1520–1532 János Ország
- 1537–1539 István Brodarics
- 1548–1552 Agostino Sbardelatti
- 1553–1560 Balázs Péterváradi
- 1560–1578 János Újlaky
- 1578–1580 Zakariás Mossóczy
- 1582–1586 Márton Pethe
- 1587–1591 István Mathiassy
- 1593–1599 Štefan Szuhay (ook aartsbisschop van Eger)
- 1599–1608 Péter Radovich
- 1608–1621 Pál Almásy
- 1621–1622 Tamás Balásfy
- 1622–1623 Miklós Dallos
- 1623–1628 István Sennyey
- 1628–1630 Pál Dávid
- 1630–1635 György Draskovich
- 1635–1643 Gergely Nagyfalvay
- 1643–1644 János Püsky
- 1644–1646 Mihály Kopcsányi
- 1646–1648 László Hosszútóthy
- 1648–1650 János Püsky
- 1651–1655 Matej Tarnóczy
- 1655–1658 Zsigmond Zongor
- 1658–1660 Tamás Pálffy
- 1660–1662 Ferenc Szentgyörgyi
- 1663–1669 Ferenc Szegedy
- 1669–1676 György Pongrácz
- 1676–1679 Ján Gubasóczy (ook bisschop van Nitra)
- 1679–1681 Péter Korompay
- 1681–1685 János Kéry
- 1685–1689 Miklós Balogh
- 1689–1705 Mihály Dwornikowich
- 1706–1708 Imre Esterházy
- 1709–1716 Sigismund von Kollonitz
- 1716-1718 William Leslie, ook Wilhelm von Leslie genoemd
- 1718–1734 Michael Friedrich von Althann
- 1734–1756 Michael Karl von Althann
- 1756–1757 Christoph Anton von Migazzi
- 1757–1759 Pál Forgách
- 1760–1762 Karl Esterházy
- 1762–1786 Christoph Anton von Migazzi
- 1787–1795 Ferenc Splényi
- 1806–1808 Karel Ambrosius van Oostenrijk-Este
- 1808–1817 László Kámánházy
- 1823–1845 Ferenc Nádasdy
- 1851–1859 Ágoston Roskoványi
- 1859–1885 Antal József Peitler
- 1886–1899 Konštantín Schuster
- 1900–1919 Károly Emmánuel de Csáky
- 1919–1942 Árpád István Hanauer
- 1942–1967 József Pétery
- 1969–1974 József Bánk   (daarna aartsbisschop van Eger)
- 1975–1977 Mihály Endrey
- 1978-1987 József Bánk
- 1987–1992 Izidor István Marosi
- 1992–2003 Ferenc Keszthelyi, O.Cist
- sinds 2003 Miklós Beer